# InterLiga
La InterLiga fou una competició futbolística mexicana entre clubs que servia per determinar les places per aquest país a la màxima competició Sud-americana, la Copa Libertadores de América.

## Història
Amb anterioritat al 2004, a la Copa Libertadores, els clubs mexicans competien en dues eliminatòries, primer un contra l'altre i després contra els clubs de Veneçuela, per tal d'obtenir una plaça a la màxima competició (Copa Pre Libertadores). A partir del 2004, ambdós països van tenir places automàtiques per la competició per primer cop. La Federació Mexicana decidí crear una lliga de qualificació per tal d'assignar les dues places per a la competició.
Actualment, el campió de lliga de Mèxic no participa en l'InterLiga, ja que ho fa per la Copa de Campions de la CONCACAF, la qual es disputa en el mateix període i a més obté com a premi una plaça per a jugar la Copa del Món de Clubs de futbol. Els equips mexicans campions de la Libertadores no són elegibles per disputar el Mundial de Clubs, pel fet que ells en realitat pertanyen a la CONCACAF.

## Palmarès
| Any  | Seu     | Campió            | Finalista         |
| ---- | ------- | ----------------- | ----------------- |
| 2004 | Carson  | Santos Laguna     | América           |
| 2005 | Houston | Tigres de la UANL | Guadalajara       |
| 2006 | Carson  | Tigres de la UANL | Guadalajara       |
| 2007 | Carson  | Necaxa            | America           |
| 2008 | Carson  | America           | Atlas             |
| 2009 | Carson  | America           | Guadalajara       |
| 2010 | Carson  | CF Monterrey      | Estudiantes Tecos |